# Centre démocrate libéral
 (avril 2018).
Si vous disposez d'ouvrages ou d'articles de référence ou si vous connaissez des sites web de qualité traitant du thème abordé ici, merci de compléter l'article en donnant les références utiles à sa vérifiabilité et en les liant à la section « Notes et références ».
Le Centre démocrate libéral (en espagnol : Centro Democrático Liberal, abrégé en CDL) est un parti politique espagnol fondé le 14 février 2006 par une fraction du Centre démocratique et social qui s'opposait à la dissolution et intégration des centristes au sein du Parti populaire, ce qu'avaient décidé les membres du 11e congrès national en novembre 2005.
Son président fondateur était Víctor Manuel Sarto Lorén, qui était un élu du CDS dans la commune de Villanueva de Gállego (Saragosse) en 2006.
Le CDL était membre de l'Alliance des démocrates et des libéraux pour l'Europe.
Le parti disparaît en 2014 ; ses membres choisissent de rejoindre le parti Ciudadanos.